# Interpreter
Interpreter je program koji u realnom vremenu izvršava izvorni kod napisan u nekom programskom jeziku, umjesto da ga, prije izvršavanja cijelog prevede u strojni jezik, što inače radi jezični prevoditelj.

## Način rada i karakteristike
Interpreter je program koji izvršava druge programe, a osnovna karakteristika interpretera je da se naredbe prevode u trenutku izvođenja programa, te se svaka naredba može prevesti u jednu ili više strojnih naredbi, ovisno o složenosti, nakon čega strojne naredbe izvršavaju. Prevođenje se izvršava pri svakom pokretanju programa. Karakteristike koje slijede iz ovog načina rada su nešto sporije izvođenje, zbog simultanog prevođenja, ali i jednostavnost jer je moguće trenutno otkriti eventualne pogreške (debugiranjem) tijekom izvođenja programa, pogotovo ako interpreter radi u interaktivnom modu. Veliki nedostatak je potreba za da korisnik programa posjeduje interpreter prije isporuke izvornog kôda programa, pošto program nije samostalan, ili pak, da interpreter isporuči s izvornim kodom što čini zaštititu autorska prava složenijom, a i sam paket većim.
Osim interpretera, postoji još jedna vrsta programa prevoditelja, koji radi na drugačijem principu prevođenja, a to je kompajler.
Vidi jezični prevoditelj (compiler), dekompilator, transkompilator, cross-kompilator, izvorni kod, asemblerski jezik, strojni jezik.